# 丹瑞戰爭
丹麥與瑞典在歷史上曾發生多次戰爭。兩國在十四世紀末曾統一為卡爾馬同盟，但瑞典在十六世紀時退出同盟，丹麥則保有挪威的部分，稱丹麥-挪威。瑞典與丹麥-挪威的衝突主因為爭奪波羅的海以及斯堪地那維亞半島南部的控制權。下列是丹麥與瑞典之間的武裝衝突：
- 黑爾格戰役（英语：Battle of Helgeå），1026年
- 斯蒂克萊斯塔德戰役，1030年
- 萊納之戰，1208年
- 丹瑞戰爭 (1501年—1512年)（英语：Dano-Swedish War (1501–1512)）
- 瑞典解放戰爭，1521－1523年
- 第一次北方戰爭，1563－1570年
- 卡爾馬戰爭，1611－1613年
- 托爾斯騰森戰爭，1643－1645年
- 第二次北方戰爭，1655－1660年
  - 丹瑞戰爭 (1657年—1658年)
  - 丹瑞戰爭 (1658年—1660年)（英语：Dano-Swedish War (1658–1660)）
- 斯科訥戰爭，1675－1679年
- 大北方戰爭，1700－1721年
- 丹瑞战争 (1808年—1809年)